# Kameja
Kameja, s tujko cameo, je obrtna ali umetniška tehnika, oziroma izdelek v tej tehniki. Največkrat je izdelek uporabljen kot okrasek, na primer broška. Za kamejo je značilna dvodelnost: zgornji del je rezljan relief, spodnji del pa je podlaga v kontrastni barvi. Kontrastni učinek doseže tudi rezljanje materiala, ki ima dve raznobarvni plasti. Najpogostejši upodobljeni motiv je ženska glava, pogosto v profilu.
Slikarski stil, ki imitira izgled reliefa, se imeuje camaïeu oz. kamaje. 